# 하쿠호 쇼
뭉흐바틴 다바자르갈, 제69대 요코즈나 하쿠호 쇼는 몽골 울란바토르 출신의 은퇴한 오즈모 리키시(力士)이다. 그의 아버지는 레슬링 선수로서 1964년 도쿄 하계 올림픽부터 5차례의 하계 올림픽을 출전하고 몽골 최초의 올림픽 메달을 획득하였다.
2014년 11월 23일 오즈모 최다 우승 기록인 32회 우승을 달성하였으며, 헤이세이 3대 리키시(다카노하나, 아사쇼류, 하쿠호)로 불린다.
2015년 2월 17일, 몽골 국민 노동 영웅 칭호를 수여받았다. 아버지도 이것을 받았으며 부자(父子)가 모두 받은 사례로는 최초이다.
2021년 9월 27일 은퇴를 발표하였다. 현역 시절 그의 언행에 대한 안티가 존재하여, 은퇴 및 토시요리 마가키(間垣) 습명은 사흘 뒤에 확정되었다. 2022년 7월 28일 스승의 정년으로 미야기노베야를 계승하고, 습명한 이름도 맞교환하였다.

## 같이 보기
- 요코즈나 목록